# Ablépharie
 Mise en garde médicale
L’ablépharie est une maladie congénitale, d'origine génétique, caractérisée par l'absence de paupières.
Son nom vient du mot "blepharo" (paupière), associé au "a" privatif.
C'est une des composantes d'un syndrome de malformation génétique dit « Syndrome ablépharie-macrostomie ».